# حسگر تصویر

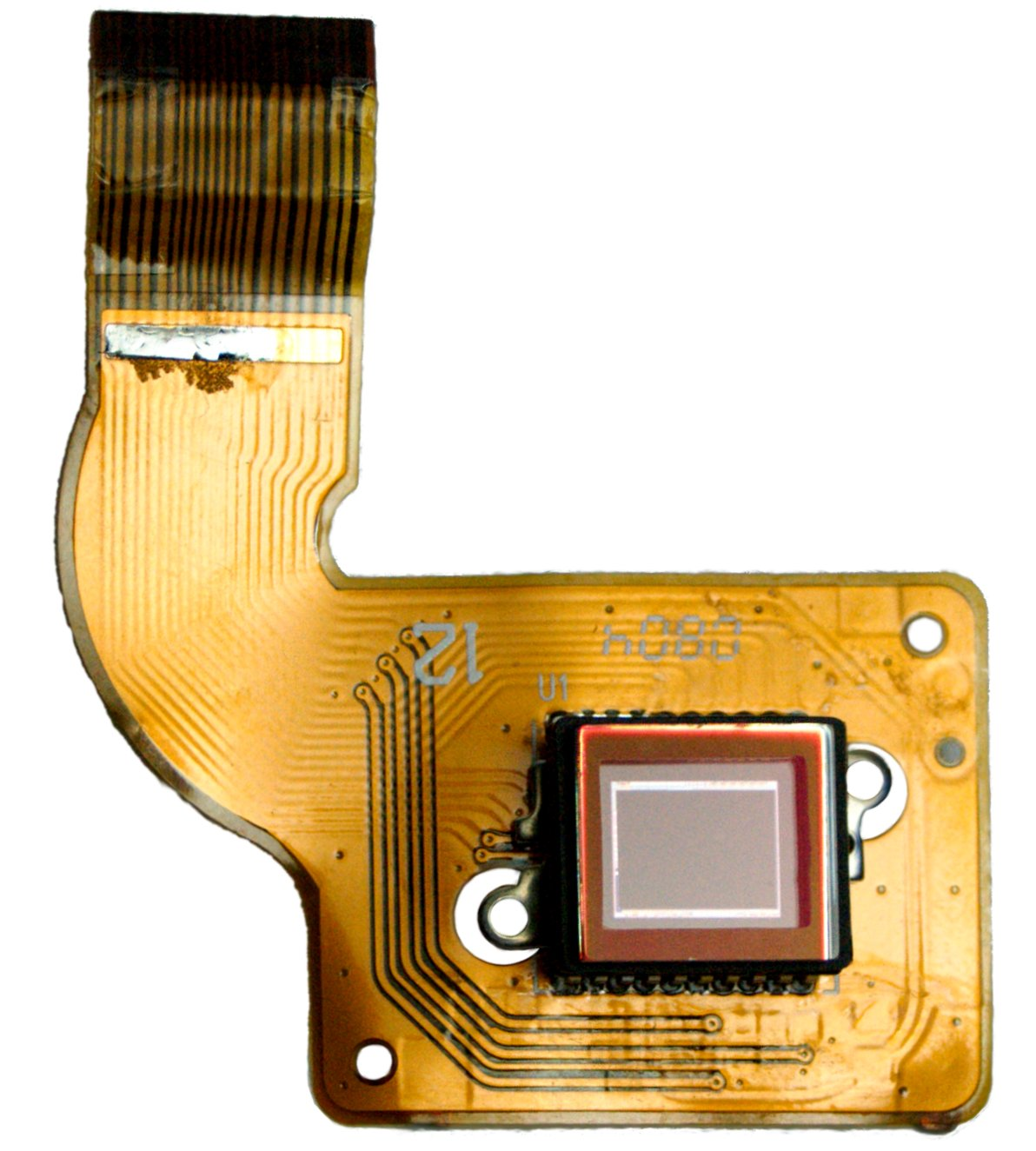
یک حسگر تصویر سی‌سی‌دی بر روی صفحه مدار منعطف

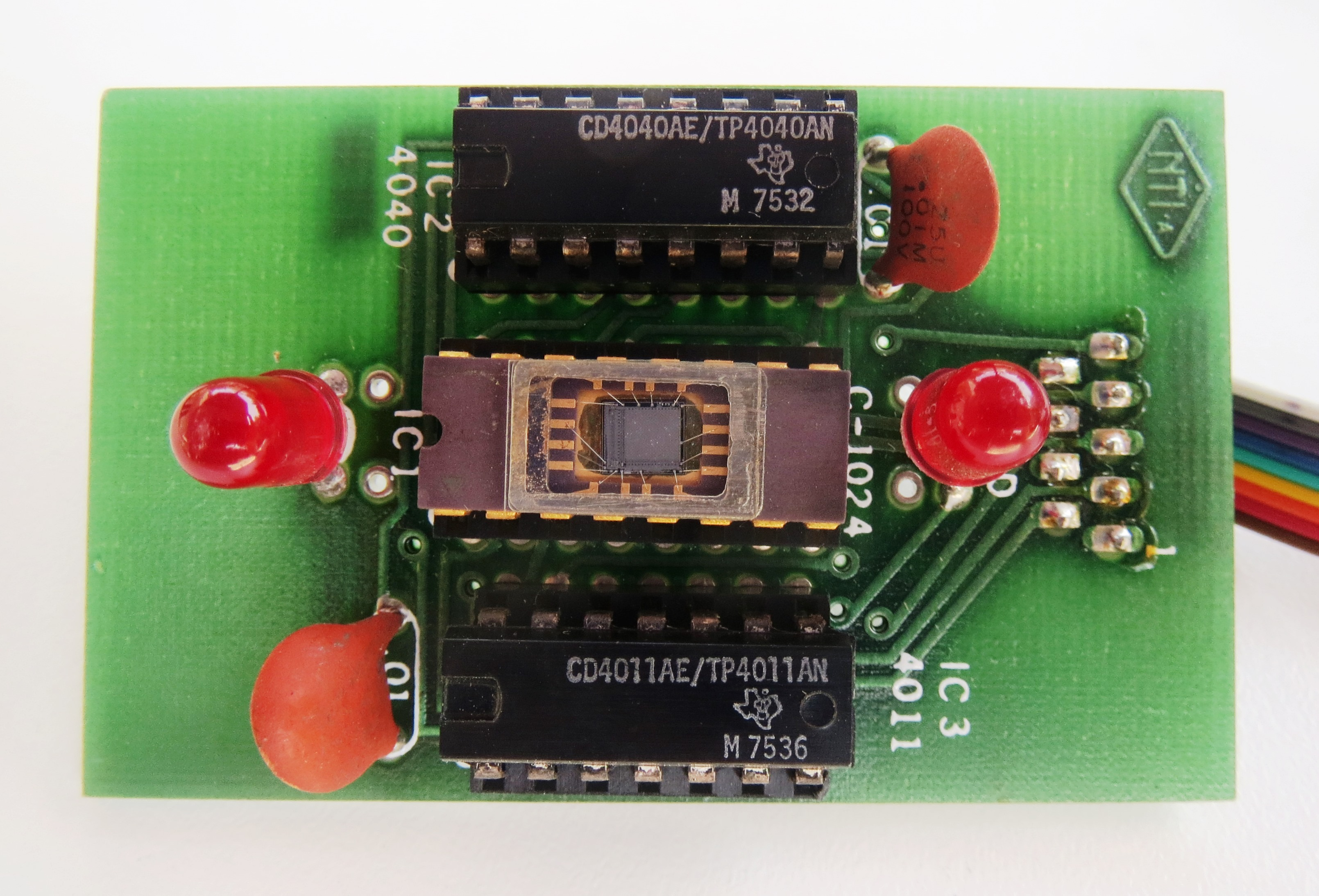
یک تراشه ۱ کیلوبیتی دی‌رَم ساخته شرکت AMI (تراشه وسطی دارای پنجره شیشه‌ای) که به عنوان حسگر تصویر در دوربین‌های کروممکو سایکلاپس استفاده می‌شده است.

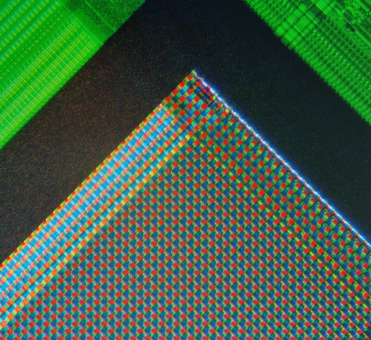
تصویر میکروسکوپی از گوشه آرایه حسگر تصویر یک دوربین وب‌کم

الگوی بایر بر روی حسگر

طرح فاون برای فیلترکردن عمودی برای تشخیص رنگ‌ها

سنسور تصویر، گیرنده تصویر یا حسگر تصویر (به انگلیسی: Image sensor)، گونه‌ای حسگر است که امواج نور (عبور کرده یا بازتابیده از اشیاء) را به سیگنال الکتریکی تبدیل می‌کند. این امواج می‌توانند امواج نور مرئی یا سایر انواع امواج الکترومغناطیسی باشند. حسگرهای تصویر بیشتر در دوربین‌های دیجیتال، ماوس‌های نوری تجهیزات عکس برداری پزشکی، تجهیزات دید در شب مانند دوربین‌های حرارتی، رادار، سونار و دیگر تجهیزات تصویربرداری استفاده می‌شوند.
دو نوع متداول حسگر تصویر، حسگر افزاره رنگ‌بردار (حسگر CCD) و حسگر پیکسل-فعال (حسگر CMOS) هستند. هر دوی این حسگرها بر اساس فناوری ماس ساخته شده‌اند که در آن حسگرهای سی‌سی‌دی طبق فناوری خازن‌های ماس و حسگرهای سیماس طبق فناوری تقویت‌کننده الکترونیکی ماسفت ساخته می‌شوند.

## مقایسه سیماس و سی‌سی‌دی

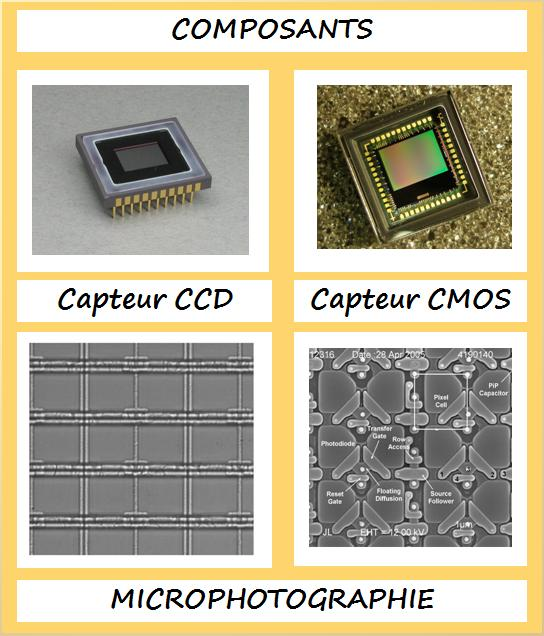
تصویر جفت شده از سنسورهای CCD و CMOS

امروزه در بیشتر دوربین‌های عکس‌برداری دیجیتالی از حسگرهای سی‌سی‌دی یا سیماس استفاده می‌شود. هر دو نوع حسگر، در دریافت و تبدیل نور به سیگنال الکتریکی به گونه یکسان عمل می‌کنند. وقتی که نور با تراشه نیم‌رسانا برخورد می‌کند بارهای الکتریکی در حسگر تصویر به وجود آمده و نگهداری می‌شوند. هم‌زمان با خواندن تصاویر توسط تراشه، این بارها به گره مشخصی رفته و ولتاژی متناسب با تعداد بارها ایجاد می‌شود. مدارهای جانبی دوربین، این ولتاژ را به داده‌های دیجیتالی تبدیل می‌کنند.
در حسگر سیماس فرایند تبدیل سیگنال نوری به ولتاژ در داخل پیکسل رخ می‌دهد. این فناوری مزیت آشکاری در کیفیت عکس ندارد. حسگر سیماس کوچک‌تر است، توان الکتریکی کمتری مصرف می‌کند و اطلاعات را سریع‌تر از حسگرهای سی‌سی‌دی بازمی‌خواند. در مقابل سی‌سی‌دی فناوری بالغ‌تری است و در اکثر جوانب با سیماس برابری می‌کند.